# مايك ماغي
مايك ماغي (بالإنجليزية: Mike Magee)‏ (2 سبتمبر 1984 بشيكاغو في الولايات المتحدة - ) هو لاعب كرة قدم أمريكي في مركز الهجوم. شارك مع منتخب الولايات المتحدة تحت 17 سنة لكرة القدم ومنتخب الولايات المتحدة تحت 20 سنة لكرة القدم. أما مع النوادي، فقد لعب مع شيكاغو فاير ولوس أنجلوس غلاكسي ونيويورك ريد بولز ونادي سانت لويس.

## وصلات خارجية
- مايك ماغي على موقع الدوري الأمريكي (الإنجليزية)
- مايك ماغي على موقع قاعدة بيانات كرة القدم.إي يو (الإنجليزية)
- مايك ماغي على موقع Soccerway.com (الإنجليزية)
- مايك ماغي على موقع AS.com (الإسبانية)